# 5591 Koyo
Az 5591 Koyo (ideiglenes jelöléssel 1990 VF2) a Naprendszer kisbolygóövében található aszteroida. Urata Takesi fedezte fel 1990. november 10-én.